# 別所孝治
別所 孝治（べっしょ たかはる、1935年8月30日 - 2006年2月4日）は、日本のテレビプロデューサー。
フジテレビにてテレビアニメの企画、特撮ヒーロー番組の編成、映画事業の企画・プロデューサーを務めた。

## 来歴
1935年に東京で5人兄弟の長男として出生。父は国鉄勤務。東京写真大学（現：東京工芸大学）在学中は映画館でフィルム運びのアルバイトをして、映写技師の免許も取得。1958年に大学を卒業し、第1期生としてフジテレビへカメラマンとして入社。子会社の共同テレビにフジテレビのカメラマンが移籍する中でフジテレビに残留し、プロデューサーとなる。1961年に外国アニメ『恐妻天国』を担当。次いで、1963年から日本初の本格的な30分のテレビアニメシリーズである虫プロダクションの『鉄腕アトム』を担当。同作では、アフレコに立ち会って音響監督職も務めた。
以降、フジテレビ制作の数々のアニメ番組に企画として参加。アニメを担当していた流れで、1966年の『マグマ大使』から特撮番組も担当するようになる。超合金を主に発売していた玩具メーカーのポピーのブレーンも務めた。
定年後はフジテレビ映画部で嘱託として映画やアニメの放送に従事していた。
2006年2月に肺癌により死去。
没後、2006年3月18日に早朝の『週刊フジテレビ批評』を1時間に分拡大して「アニメ番組を創った人を偲ぶ」と題した追悼番組が放送。同年7月に公開されたフジテレビ製作のアニメ映画『ブレイブ・ストーリー』（監督千明孝一、配給ワーナー・ブラザース）のエンディングでは献辞が捧げられた。

## 人物・エピソード
年下の人物にも「さん」づけで、威張ったり自慢話をせず、自分より立場が下の人物を可愛がっていた。
趣味は高校野球の観戦で、よく阪神甲子園球場まで赴いていたという。
『宇宙猿人ゴリ』の第1話は時間のない中で制作され、特にスペクトルマンと動けないヘドロンとの戦いにスタッフは苦慮したという。撮影後も、これを編成局長の武田信敬が納得するかどうかが問題となり、別所は放送時間に武田の自宅へ電話をかけ、該当シーンを武田に見せないという手段に出た。

## 担当作品

### アニメ
- 恐妻天国[12]
- 鉄腕アトム[13]
- ハリスの旋風[14]
- リボンの騎士
- アニマル1
- サザエさん
- アルプスの少女ハイジ
- さすらいの太陽
- あしたのジョー
- マジンガーZ
- ドロロンえん魔くん
- ゲッターロボ
- グレートマジンガー
- ゲッターロボG
- UFOロボ グレンダイザー
- ブロッカー軍団IVマシーンブラスター
- 大空魔竜ガイキング
- ジェッターマルス
- 惑星ロボ ダンガードA
- 野球狂の詩
- SF西遊記スタージンガー
- アローエンブレム グランプリの鷹
- 銀河鉄道999
- 円卓の騎士物語 燃えろアーサー
- ゼンダマン
- 科学忍者隊ガッチャマンII
- 科学忍者隊ガッチャマンF
- あらいぐまラスカル
- 赤毛のアン
- ペリーヌ物語
- 母をたずねて三千里

ほか

### 特撮
- マグマ大使
- 宇宙猿人ゴリ
- ミラーマン
- 快傑ライオン丸
- ロボット刑事
- 風雲ライオン丸
- 鉄人タイガーセブン
- 電人ザボーガー
- 冒険ロックバット
- メガロマン